# Protestele din Venezuela din 2017
Protestele din Venezuela din 2017 sunt o serie de proteste care au avut loc în toată Venezuela din ianuarie 2017, odată cu arestarea mai multor lideri de opoziție și anularea dialogului dintre opoziție și guvernul socialist condus de Nicolás Maduro. Protestatarii antiguvernamentali, în număr de șase milioane pe 19 aprilie, pun pe seama lui Maduro criza economică gravă prin care trece țara și condițiile de trai precare cu care se confruntă locuitorii săi.
Această perioadă de tensiune a culminat cu decizia Tribunalului Suprem de Justiție (pro-Maduro) din 29 martie de a dizolva Adunarea Națională (compusă în majoritate din partide de opoziție). Văzută de opoziție ca o „lovitură de stat”, decizia a sporit intensitatea protestelor, pentru ca în aprilie sute de mii de oameni să protesteze zilnic pe străzile orașelor din Venezuela. În toată această perioadă au avut loc numeroase incidente violente între protestatari și forțele de ordine, dar și bande înarmate loiale autorităților guvernamentale (colectivos).
Printre cerințele protestatarilor se numără modificarea legislației, astfel încât toate funcțiile publice, inclusiv președinția, să fie alese prin vot popular.